# Meseta de Misuri
La meseta de Misuri (en inglés: Missouri Plateau, llamada también Coteau du Missouri) es una gran meseta que se extiende a lo largo del lado oriental del valle del río Misuri en el centro de Dakota del Norte y centro-norte de Dakota del Sur en los Estados Unidos y que incluye una región de las provincias canadienses de Saskatchewan y Alberta, se clasifica como tierras altas Coteau de Missouri, que forma parte de la Gran Provincia de Llanos o la región de la meseta de Alberta que se extiende a través de la esquina sureste de la provincia de Saskatchewan, así como la esquina suroeste de la provincia de Alberta.